# Ульт-Ягун
Ульт-Ягун — посёлок в Сургутском районе Ханты-Мансийского автономного округа — Югры. Входит в состав Сельского поселения Ульт-Ягун.
Почтовый индекс — 628430, код ОКАТО — 71126950001.

## Население
| 2010 |
| ---- |
| 2064 |

## Климат
Климат резко континентальный, зима суровая, с сильными ветрами и метелями, продолжающаяся девять месяцев. Лето относительно тёплое, но быстротечное.